# Encentrum frenoti
Encentrum frenoti är en hjuldjursart som beskrevs av De Smet 2002. Encentrum frenoti ingår i släktet Encentrum och familjen Dicranophoridae. Inga underarter finns listade i Catalogue of Life.